# Esther Peña Camarero
Esther Peña Camarero   (Burgos, 12 de juliol de 1980) és una política espanyola membre del PSOE. És diputada per Burgos des del 20 de desembre de 2015 per les XI i XII legislatures.

## Biografia
És llicenciada en sociologia per la Universitat de Salamanca. Especialista universitària en Integració Laboral i tècnic d'inserció laboral per a col·lectius en exclusió. Entre 2007 i 2015 va ser diputada provincial de Burgos i regidora en l'ajuntament de Modúbar de la Emparedada. El 20 de desembre de 2015 va ser triada diputada per Burgos al Congrés dels Diputats i reelegida en 2016. És secretària general del PSOE a Burgos.